# バリー・ダーソウ
バリー・ダーソウ（Barry Allen Darsow、1959年10月6日 - ）は、アメリカ合衆国のプロレスラー。ミネソタ州ミネアポリス出身。
クラッシャー・クルスチェフ（Krusher Khruschev）、デモリッション・スマッシュ（Demolition Smash）、リポマン（Repo Man）など、様々なキャラクターで活躍した。

## 来歴
地元ミネアポリスでエディ・シャーキーのトレーニングを受けた後、スチュ・ハートが主宰するカナダ・カルガリーのスタンピード・レスリングにてハワイ行きを打診され、1980年代初頭にハワイでデビュー。以後、ニュージーランドやジョージアなどを転戦し、1983年下期よりクラッシャー・ダーソウのリングネームでビル・ワットのMSWAに登場。ランバージャックをイメージした大型ヒールとして、ジャンクヤード・ドッグやジム・ドゥガンと対戦した。その後、ロシア人ギミックのクラッシャー・クルスチェフ（ロシア語の読みではフルシチョフ）に変身し、ニコライ・ボルコフのパートナーとなって頭角を現す。NWAのフロリダ地区では1984年10月3日、ジム・ナイドハートと組んで同地区認定のUSタッグ王座を獲得した。

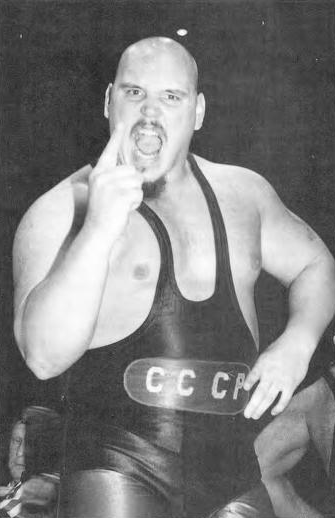
クラッシャー・クルスチェフ

1985年よりジム・クロケット・ジュニアの運営するNWAミッドアトランティック地区に参戦し、イワン・コロフ&ニキタ・コロフとのロシア人ユニット「ザ・ラシアンズ」の一員となって活躍。ニキタ・コロフと組んでのロード・ウォリアーズとの抗争は、同地区のドル箱カードとなった。同年11月28日にはトーナメントの決勝でサム・ヒューストンを破り、前王者バズ・タイラーの離脱で空位となっていたNWAミッドアトランティック・ヘビー級王座を獲得している。
1986年は1月と10月にニキタ・コロフとのザ・ラシアンズとして全日本プロレスに2回来日。ジャンボ鶴田&天龍源一郎の鶴龍コンビや、ジャパンプロレスの長州力&アニマル浜口とも対戦した。同年9月28日、新設されたミッドアトランティック版USタッグ王座の争奪トーナメントにイワン・コロフと組んで出場。準決勝でダスティ・ローデス&マグナムTA、決勝でボビー・ジャガーズ&ダッチ・マンテルのカンザス・ジェイホークスを破り、初代王者チームとなった。
1987年、WWFに移籍。ロシア人ギミックを捨てて顔面にペイントを施し、デモリッション・スマッシュと改名。デモリッション・アックスとのタッグチーム「デモリッション」の一員となり、WWF世界タッグ王座を3回に渡って獲得する。アックスの離脱後はデモリッション・クラッシュをパートナーに、チーム・リーダーとなって活躍した。1991年には、当時のWWFの日本での提携先だったSWSに来日している。
デモリッション解散後の1991年下期からは、新ギミックのリポマンに変身（リポマンとは "Repossession Man" の略で、借金を払わない債務者から自動車を盗む集団の俗称）。黒いアイマスクで顔を隠し、入場時も周囲の人目を気にしながらリングイン。凶器も車の牽引ロープやスチールホイールを用いるなど徹底したキャラクター設定のもと、卑劣かつコミカルな中堅ヒールとして悪党人気を集めた。ダーソウ自身も、リポマンのキャラクターを演じることを楽しんでいたという。1992年2月23日にはニューヨークのマディソン・スクエア・ガーデンにおいて、ロディ・パイパーの保持していたWWFインターコンチネンタル・ヘビー級王座に挑戦。金満ヒールのテッド・デビアスやIRSと共闘し、彼らと敵対していたジム・ドゥガンやビッグ・ボスマン、バージル、さらにはデモリッション時代のパートナーだったクラッシュとも抗争を展開した。
1993年3月にWWFを離脱後、1994年よりWCWに登場。ブラックトップ・ブリー（Blacktop Bully）のリングネームで主に前座要員として試合を行うが1995年に解雇される。その後は地元ミネソタ州のプロレスリング・アメリカやシカゴのAWFなどインディー団体を転戦。WCWにも本名のバリー・ダーソウとして、"Mr. Hole in One" をニックネームにゴルファーのギミックで単発出場した。
2000年9月、ウォーリー山口が主宰していた日本のインディー団体「世界のプロレス」に来日。NWAジャパン・ワールド・タッグリーグにおいてビル・アーウィンのパートナーを務め、ビルの兄スコット・アーウィンのギミック「スーパー・デストロイヤー」にあやかり、覆面を被ってスーパー・デストロイヤー21号（The Super Destroyer #21）を演じた。リポマンの名義でも試合を行ったが、コスチュームはブラックトップ・ブリー時代のものだった。

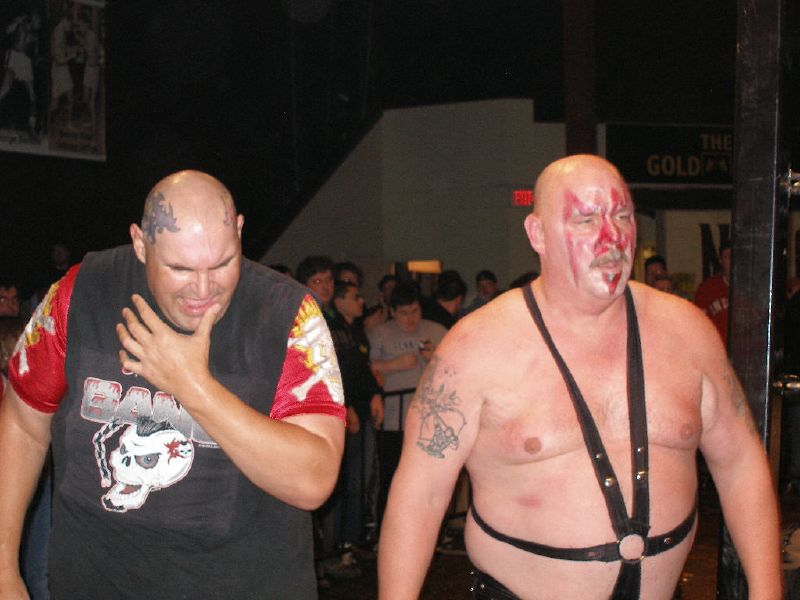
ワンマン・ギャングとスマッシュ（2008年）

2001年4月1日、レッスルマニアX-Sevenのギミック・バトルロイヤルでリポマンとして久々にWWEに登場。2007年12月10日のRAW15周年大会でのオールドタイマーによるバトルロイヤルにも参加した。
その後もインディー団体へのスポット参戦を続け、2008年2月29日にはチカラで行われた6人タッグマッチのトーナメントに、アックス&ワンマン・ギャングとの "Team WWF" として出場した。
2010年代もアックスとのデモリッションで各地のインディー団体に度々出場。2017年3月18日には、ラシアンズ時代の主戦場だったノースカロライナを本拠地とするNCWAのイベントにおいて、ロックンロール・エクスプレス&ボビー・フルトンと6人タッグマッチで対戦した。

## 得意技
- クロウバー（リポマン時代に用いていた逆片エビ固め。技の体勢を、車のタイヤ外しに用いられる工具（Crowbar）の形状に見立てたネーミング）
- クローズライン
- エルボー・ドロップ
- ペンデュラム・バックブリーカー

## 獲得タイトル
ミッドサウス・レスリング・アソシエーション
- ミッドサウスTV王座：1回（初代王者）[21]

チャンピオンシップ・レスリング・フロム・フロリダ
- NWA USタッグ王座（フロリダ版）：1回（w / ジム・ナイドハート）[3]

ミッドアトランティック・チャンピオンシップ・レスリング
- NWAミッドアトランティック・ヘビー級王座：1回[5]
- NWA USタッグ王座（ミッドアトランティック版）：1回（w / イワン・コロフ）[10]
- NWA世界タッグ王座（ミッドアトランティック版）：2回（w / イワン&ニキタ・コロフ）[22] ※3者でタイトルを共有
- NWA世界6人タッグ王座（ミッドアトランティック版）：2回（w / イワン&ニキタ・コロフ）[23]

ワールド・レスリング・フェデレーション
- WWF世界タッグ王座：3回（w / デモリッション・アックス）[11]

インディー
- GLCWタッグ王座：1回（w / デモリッション・アックス）
- USXWタッグ王座：1回（w / デモリッション・アックス）
- IAWタッグ王座：1回（w / ポール・ローマ）